# لیانکو
لیانکو (انگلیسی: Lyanco؛ زادهٔ ۱ فوریهٔ ۱۹۹۷) بازیکن فوتبال اهل برزیل است که در حال حاضر برای باشگاه فوتبال ساوت‌همپتون در لیگ برتر فوتبال انگلیس بازی می‌کند.
از باشگاه‌هایی که در آن بازی کرده‌است می‌توان به باشگاه فوتبال سائو پائولو اشاره کرد.
وی همچنین در تیم‌های ملی فوتبال زیر ۱۹ سال صربستان، زیر ۲۰ سال برزیل، و زیر ۲۳ سال برزیل بازی کرده‌است.

## زندگی شخصی
لیانکو اصالتاً پرتغالی و صرب است. خانواده مادری او ریشه پرتغالی دارند. پدربزرگ پدری لیانکو، جووان ووینوویچ، یک صرب نژاد بود که در بخشی از پادشاهی یوگسلاوی که اکنون در صربستان کنونی است به دنیا آمد و در سن هفت سالگی، در طول جنگ جهانی دوم به برزیل نقل مکان کرد.

## دوران ملی
در ۲۸ ژانویه ۲۰۱۶، لیانکو در حساب رسمی توییتر خود اعلام کرد که با مقامات فدراسیون فوتبال صربستان برای نمایندگی تیم‌های جوانان صربستان در سطح بین‌المللی به توافق رسیده‌است. او برای تیم ملی زیر ۱۹ سال صربستان در مسابقات مقدماتی جام ملت‌های اروپا زیر ۱۹ سال به میدان رفت. پس از آن، او دعوت روژریو میکاله، سرمربی تیم ملی فوتبال زیر ۲۰ سال برزیل را پذیرفت و وفاداری خود را به برزیل برگرداند.